# Cycloteuthis akimushkini
Cycloteuthis akimushkini är en bläckfiskart som beskrevs av Filippova 1968. Cycloteuthis akimushkini ingår i släktet Cycloteuthis och familjen Cycloteuthidae. Inga underarter finns listade i Catalogue of Life.